# Goda omen
Goda omen (engelsk originaltitel: Good Omens: The Nice and Accurate Prophecies of Agnes Nutter, Witch) är en roman från 1990 av Terry Pratchett och Neil Gaiman. Romanen översattes till svenska av Peter Lindforss 2000.

## Handling
Handlingen utspelar sig när den bibliska apokalypsen är nära förestående och Antikrist har dykt upp. Ängeln Aziraphale och demonen Crowley, samt ett par människor som blir inblandade, gör vad de kan för att stoppa den, eftersom de anser att jorden inte är så illa ändå.

## Adaptioner
År 2014 sändes en radioföljetong av Goda omen i BBC:s kanal Radio 4. Där hade båda författarna varsin cameoroll.
Boken har även gjorts om till tv-serien Good Omens, en science fictionkomedi med bland andra David Tennant och Michael Sheen i rollistan, som hade premiär 2019. Serien fick ytterligare en säsong 2023, baserad på idéer Gaiman och Pratchett hade för en potential uppföljare.